# Същински дърволази
Същинските дърволази (Dendrobates) са род земноводни от семейство Дърволази (Dendrobatidae).
Таксонът е описан за пръв път от германския зоолог Йохан Георг Ваглер през 1830 година.

## Видове
- Dendrobates auratus
- Dendrobates leucomelas – Свещена жаба дърволаз
- Dendrobates nubeculosus
- Dendrobates tinctorius – Петниста дървесна жаба
- Dendrobates truncatus